# Итами, Кэндзи
Кэндзи Итами (яп. 伊丹 健治; род. 15 сентября 1988 в Японии) — бывший японский профессиональный шоссейный велогонщик.

## Достижения
2008
9-й Тур Южно-Китайского моря
2009
1-й  Тур Окинавы
1-й Этап 2
2010
2-й Тур Окинавы
10-й Шоссейная гонка Кумамото
2012
7-й Тур Хоккайдо
2016
8-й Тур Филиппин